# 奧爾比亞
奧爾比亞（義大利語：Olbia）是位於義大利撒丁大区薩薩里省的一個市镇。人口約6萬。

## 歷史
奧爾比亞是努拉吉文明的一个中心。后经历了腓尼基人，希腊人和迦太基时代，到了羅馬時代成為重要港口。在中世紀，它是撒丁島上4個獨立國家的首都之一。